# 封建社会
封建社會（德語：Feudalegesellschaft）指實行封建制度的社會狀態，是馬克思主義歷史學家常用的學術名詞。
封建這個字的由來，馬克思主義史家基於法律的論點，認為它主要強調劃分土地所有權。目前一般將封建社會與資本主義社會做為對比。

## 爭議
马克思主义史学家的“封建社会”与非马克思主义学者的“封建社会”是两个不同的概念，因为都使用了同一个名词，使人混淆。马克思主义史学家的“封建社会”是指领主擁有土地并剥削农民或农奴的社会形态，非马克思主义学者的“封建社会”指由共主给王室成员、王族和功臣分封领地，是一种国家管理“制度”而不是一种“社会”，属于政治制度范畴。
許多中国大陆及西方史家並不認為中國有過嚴格意義上的封建社会（分封制度），或者認為中國封建制僅限於先秦时期（請參見分封制）。但根據馬克思主義史學（不適用其他國家文明社會，但其后的列宁、斯大林等人想将这一史学思想推向全世界），此一獨特史觀認為歷史上大部分國家和地區都經歷過封建社會時期，如歐洲從9世紀到大約15世紀，都算是封建社會時期。而中國從戰國時期開始，也歷經很長的封建社會時期。封建社會中除了強調土地劃分擁有權之外，通常也有上對下，很明顯的階級制度。2003年后，在中国大陆一些进行义务教育课程改革的地区，教科书中已不再出现五种社会形态理论表述。关于人类社会阶段的划分，则使用诸如“史前时代”、“农耕文明时代”、“工业文明时代”等短语。欧美史学家通常把商朝和周朝称为“封建领主社会”。
另有中国史家梁漱溟批评馬克思主義唯物史观，在二十世纪三、四十年代他主要是反对以馬克思主義为指南的中国革命。梁漱溟反对中国革命的一个重要理由，是认为马克思主义是欧洲近代社会的产物，只适用于欧洲，而不适用于中国，因为中国的国情与欧洲不同，具有自己的特殊性。“马克思以机械观的眼光来解说社会的蜕变改进，我想在欧洲或是适用的，……倘必以此为准据要普遍地适用于一切民族社会，恐其难通；尤其本此眼光以观测印度文化或中国文化已开发后的社会是不免笑话的”。

## 使用情況

### 中國
國民政府曾使用過「封建社會」一詞。1947年12月25日，中华民国宪法正式生效。宪法生效前，国民政府主席蔣中正发布广播讲话，庆祝国家走上宪政之路。
中华民国三十六年，就是耶稣降生一九四七年的圣诞节，将是我们中华民国和全体人民统一独立平等自由新生机运肇始的一天。我们新宪法特点，就是它保证要把基督教理的基本要素，即个人的尊严和自由，普遍的给予我们全国的同胞。这个新宪法确认了全国国民的各种自由权利，它在国家统一与自由之下，于一个自由人民的精神中孕育诞生。我们认为新宪法的实施，只是完成我们建设新中国的最后目标的初步。但这对我们中国三千年来专制政体和封建社会是一个划时代的进步。我愿我们全国同胞，凭着信仰和虔诚，共同一致，努力前进。
在中华人民共和国建立后，中国大陆的教育系统对“封建社会”和“封建制度”两个概念的内涵的并不做区分，统一指中国秦朝以后的社会形态和政治制度。
近年来，始有大陆学者提出廓清这个概念的要求，如冯天瑜认为：“‘封建’本义为‘封土建国’、‘封爵建藩’。封建制的基本内涵是世袭、分权的领主经济、贵族政治，古来汉字文化圈诸国大体在此义上使用‘封建’一名，并展开‘封建论’。……五四时期，陈独秀忽略中日、中欧历史差异，引入日本及西欧近代化进程中的‘反封建’命题，形成‘封建=前近代=落后’的语用范式。……建议秦至清主要时段社会形态的名目，宜以‘宗法地主专制社会’更替‘封建社会’；秦至清两千余年可简称‘皇权时代’。”

## 相关敘述

### 封建社会的定性
在封建社会中，形成的自然经济是以土地为基础，农业与手工业结合，以家庭为生产单位，具有自我封闭性、独立性，以满足自身需要为主的经济结构。这种经济结构中的关键生产资料大部分都掌握在地主（或封建领主）手中，故而能够形成“地主（封建领主）剥削农民”的阶级关系。
在封建社会，地主阶级统治其他阶级的根本即为土地所有制。地主阶级通过掌握土地这一生产资料，对使用土地的农民通过榨取地租、放高利贷等手段剥削其他阶级。同时封建土地所有制的形式也不尽相同，有通过契约租赁、缴纳地租、雇用佃户等方式实现，但其本质依然是一种剥削与被剥削的关系，不会改变封建社会作为一个阶级社会的本质。

### 独有的封建思想
封建社会中往往存在相当明显的阶级制度，如中国的宗法制，西欧的教主-国王-领主-爵士制，形成金字塔式的统治架构，但是它们之间的关系并不也是如此完善的，通常领主分封的爵士不会再对国王效忠，也因此有了一句名言“我的附庸的附庸，不是我的附庸”。（西欧的社会习俗，在罗马法衰落以后，事实上是由习惯法所安排的，因此不能简单地论之以完善或者不完善。“我的附庸的附庸，不是我的附庸”这一句话虽然著名，但其出现的时代不会早于14世纪，其时已经接近欧洲封建社会晚期）然而这种统治结构能够长期维持下来的，就是封建社会的思想观念：通常以“君上大权”为骨架，融入一些有利于统治阶级的思想而汇集成，其中也含有一些道德价值观，如中国的“儒家思想”和日本的武士道。

### 封建社会的变化
最早的资本主义诞生于当时商品经济的发达意大利，如佛罗伦萨、威尼斯等地区。
代表资本主义的资本主义经济，是以商品交换与商品生产为核心的商品经济。由于生产的目的由单一满足转变为向社会提供产品，从而决定了生产关系将有别于原有的封建制度。由于商品经济的发展，原有的自然经济受到冲击，开始瓦解，农民与手工业者开始丧失生产资料，成为无产阶级，再由工厂主——最早的资产阶级与他们签订雇用协议，形成新的生产关系——僱傭劳动力。
随着资本主义经济对原有封建自然经济的解体进程，日益强大的资产阶级有能力扫清一切有悖于发展资本主义的因素，如“天赋神权”天賦君權、“三纲五常”等思想，“男耕女织”等生产结构，最终推翻封建社会，建立资本主义国家。
欧洲封建地主贵族阶级在被新兴资产阶级打垮后，因为自身利益的损失也对资产阶级控诉和批评。部分人甚至将封建社会与社会主义相对比，称贵族庄园内主仆没有利益冲突而目标统一，旧时的庄园主农业经济制度优于现代的工业生产制度。这一思潮称为“封建社会主义”。

### 封建社会的归宿
通常封建社会由于生产力的发展会转型为资本主义社会，根据资产阶级对封建阶级的各种关系，形成君主立宪制（英国、沙皇俄国、德意志第二帝国、日本等）或共和制（法兰西共和国、德意志联邦共和国、美利坚合众国等）。
不过也有特殊的变化关系，如沦为殖民地或像中国等国家由封建社会形成半殖民半封建社会。
同一时期可以存在各种生产关系构成的社会。